# Yamada Denki
Yamada-Denki Co., Ltd. (株式会社ヤマダ電機, Kabushiki-gaisha Yamada Denki, TSE : 9831) est l'une des plus grandes chaines de magasins d'électronique au Japon (家電量販店, kaden ryōhanten). Certains des magasins de la chaîne vendent néanmoins d'autres produits comme des livres.

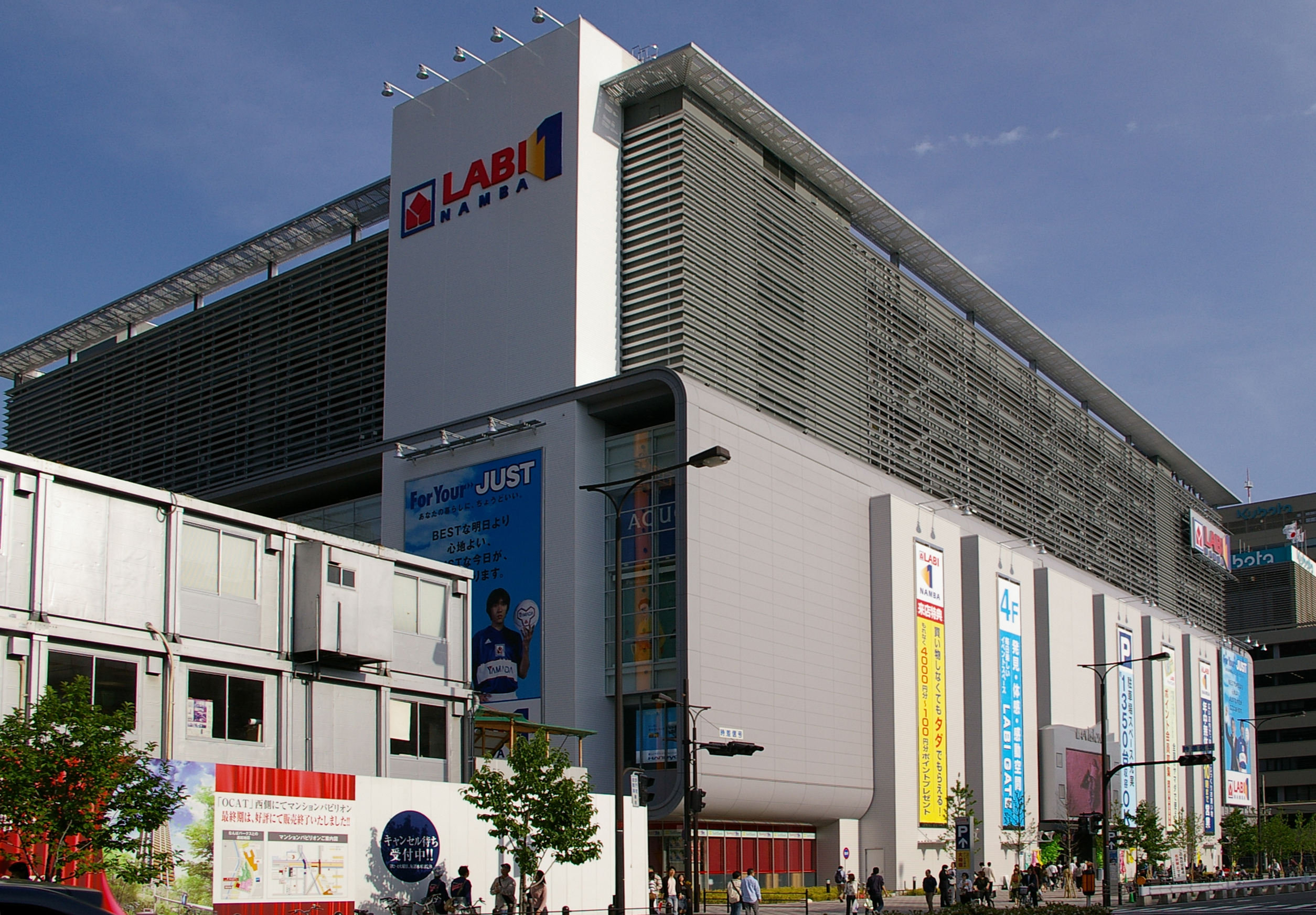
LABI1 Namba, premier megastore urbain de Yamada Denki, à Naniwa-ku, Osaka, Japon

En juillet 2012, la société annonce le rachat de son concurrent Best Denki (en), devenant ainsi le premier réseau de magasins d’électronique devant Bic Camera et Yodobashi Camera.
Depuis le 1er juillet 2021, à la suite d'une fusion, Tsukumo Denki devient une des marques exploitées par Yamada Denki,.